# Лутра, Нишчай
Нишчай Лутра (англ. Nishchay Luthra; род. 9 марта 1999) —   индийский фигурист, выступающий в мужском одиночном и парном катании.  Серебряный призёр чемпионата Индии (2016). На детском и юниорском уровне становился медалистом международных азиатских соревнований.

## Биография
Лутра родился в Нью-Дели, Индия. Прежде чем сосредоточиться на фигурном катании, он играл в баскетбол, занимался тхэквондо и крикетом.  У него есть младшая сестра. Нишчай закончил   Индийскую школу в родном Нью-Дели.
Нишчай начал заниматься фигурным катанием в возрасте 10 лет. В детстве его мать искала в Интернете тренера  для сына и нашла Васудева Танди, чемпиона Индии в мужском одиночном катании. Танди научил Нишчая основным движениям и помог ему перейти в профессиональный спорт.
Нишчай Лутра намеревался представлять Индию на зимних Олимпийских играх 2018 года в Пхёнчхане, но не смог пройти квалификацию.
В 2018 году Нишчай переехал в Даллас, штат Техас, чтобы тренироваться в парном катании с фигуристкой Хилари Эшер под руководством Дарлин Кейн, Питера Кейна и Даниила Баранцева. Согласно профилю на сайте Международного союза конькобежцев, Лутра тренирует индийскую одиночницу Паррии Срохи.